# Anidorus nigrinus
Anidorus nigrinus là một loài bọ cánh cứng trong họ Aderidae. Loài này được Germar miêu tả khoa học năm 1842.